# Worożbity
Worożbity (biał. Варажбіты, Warażbity; ros. Ворожбиты, Worożbity) – wieś na Białorusi, w obwodzie brzeskim, w rejonie bereskim, w sielsowiecie Sielec.

## Historia
W XIX i w początkach XX w. położone były w Rosji, w guberni grodzieńskiej, w powiecie prużańskim, w gminie Sielec.
W dwudziestoleciu międzywojennym leżały w Polsce, w województwie poleskim, w powiecie prużańskim, do 1 kwietnia 1932 w gminie Sielec, następnie w gminie Malecz. W 1921 miejscowość liczyła 172 mieszkańców, zamieszkałych w 40 budynkach, wyłącznie Polaków. 156 mieszkańców było wyznania prawosławnego i 16 mojżeszowego.
Po II wojnie światowej w granicach Związku Sowieckiego. Od 1991 w niepodległej Białorusi.

## Osoby związane z miejscowością
- Jan Kotaszewicz – polski działacz komunistyczny, urodzony w Worożbitach